# Arvid Welander
Lars Arvid Esbjörn Welander, född 25 juli 1888 i Björnekulla socken, död 24 april 1965 i Stockholm, var en svensk apotekare.
Arvid Welander var son till kyrkoherden Jöns Welander och Selma Stenberg. Han avlade mogenhetsexamen i Lund 1909, farmacie kandidatexamen 1913 och apotekarexamen 1917. Welander hade apotekstjänst i Stockholm 1917–1921 och i Råsunda 1921–1924, var ombudsman hos Sveriges farmacevtförbund 1924–1935, innehade apoteket i Djursholm 1935–1940 och var innehavare av apoteket Ugglan i Stockholm från 1940. Bland hans övriga uppdrag märks att han var vice ordförande i Sveriges farmacevtförbund 1922–1924 och ledamot av 1931 års apotekssakkunniga samt var VD i AB Apotekarelån från 1926. 1927 deltog han i grundandet av Nordisk farmacevtunion, där han till 1935 tillhörde ledningen. Han deltog därjämte aktivt i den svenska tjänstemannarörelsen bland annat som ledamot av kommittén för bildandet av De anställdas centralorganisation (Daco) 1930–1931 och var fullmäktig i Stockholms handelskammare från 1941. Som Farmacevtförbundets ombudsman var Welander 1925–1935 redaktör för Farmacevtisk revy, och han publicerade där och i dagspressen uppsatser i kårsociala och kårpolitiska ämnen. Under sin tid i Råsunda var Welander bland annat municipalfullmäktig.